# Türi község
Türi község (észtül: Türi vald) közigazgatási egység Észtország Järva megyéjében. Székhelye Türi. 2005. október 16-án hozták létre, amikor a korábbi Kabala és Oisu községeket, valamint Türi várost egy közigazgatási egységbe szervezték. Az önkormányzat vezetője Pipi-Liis Siemann polgármester.
Területe 599 km², lakossága 2014. január 1-jén 9246 fő volt.

## Települések
A községhez egy város (linn), két kisváros (alevik) és 35 falu (küla) tartozik.

### Városok
- Türi

### Kisvárosok
- Oisu
- Sarevere

### Falvak
- Arkma
- Jändja
- Kabala
- Kahala
- Karjaküla
- Kirna
- Kolu
- Kurla
- Kärevere
- Laupa
- Lokuta
- Meossaare
- Metsaküla
- Mäeküla
- Näsuvere
- Ollepa
- Pala
- Pibari
- Poaka
- Põikva
- Rassi
- Raukla
- Retla
- Rikassaare
- Saareotsa
- Sagevere
- Taikse
- Tori
- Tännassilma
- Türi-Alliku
- Vilita
- Villevere
- Väljaotsa
- Äiamaa
- Änari